# Nina Gnilițkaia
Nina Gnilițkaia (în rusă Нина Гнилицкая; n. 1 august 1916, Kneahînivka, Novopavlovskaya Volost'⁠(d), Oblast Voiska Donskogo⁠(d), Imperiul Rus – d. 10 decembrie 1941, Kneahînivka, Ivanovskiy Raion⁠(d), RSS Ucraineană, URSS) a fost o cercetașă voluntară în grupul de recunoaștere al Companiei de infanterie motorizată de recunoaștere nr. 465 din cadrul Diviziei 383 Infanterie a Armatei a 18-a de pe Frontul de Sud în timpul celui de-al Doilea Război Mondial. Aflată într-o misiune de recunoaștere, a luptat până la moarte într-un schimb de focuri cu soldații germani, atunci când i-a fost descoperită ascunzătoarea, și a devenit singura femeie cercetaș de recunoaștere din Armata Roșie care a devenit Erou al Uniunii Sovietice, după ce Sovietul Suprem al URSS i-a acordat postum acest titlu la 31 martie 1943.

## Tinerețea
Gnilițkaia s-a născut în 1916 într-o familie de țărani ruși din satul Kniaghinevka al Imperiului Rus, care se află în prezent în Ucraina. După ce a absolvit șapte clase la o școală secundară din orășelul natal, a început să lucreze la vârsta de 16 ani ca transportatoare și telefonistă la o mină. Înainte de război a absolvit cursuri de bază pentru apărare antiaeriană și antichimică.

## Al Doilea Război Mondial
La scurtă vreme după declanșarea de către Germania Nazistă a Operațiunii Barbarossa în 1941, Nina Gnilițkaia a cerut să se alăture Armatei Roșii, dar a fost refuzată pentru că era femeie. În noiembrie 1941 orășelul Kniaghinevka a fost ocupat de trupele Axei. Într-o ocazie, ea i-a oferit adăpost unui cercetaș al Armatei Roșii, aflat în misiune de recunoaștere, oferindu-i haine civile, însoțindu-l către locul unde era staționată unitatea sa și furând pe drum trei căruțe ale germanilor; atunci când soldații germani au întrebat-o la un punct de control cine era bărbatul cu care era, ea le-a spus că este soțul ei. Pe 2 noiembrie Gnilițkaia a fost acceptată în Armata Roșie ca voluntar în Compania de infanterie motorizată de recunoaștere nr. 465, datorită bunei cunoașteri a zonei satului Kniaghinevka, aflat în apropierea orașului minier Krasnîi Luci. Pe lângă acordarea primului ajutor sanitar trupelor sovietice, ea a participat și în luptele directe cu arme ușoare și grenade. În campania defensivă din Donbas a luat parte la numeroase misiuni de recunoaștere, traversând liniilor inamice pentru a culege informații.
În luna noiembrie a condus o unitate de cercetași într-o misiune de colectare de informații despre desfășurarea trupelor Axei în Kniaghinevka, Andreevka și Vesioloe, precum și despre poziția armamentului greu din zona Korennoe. Aceste informații au ajutat trupele sovietice să poată ocuparea de către germani a centralei electrice din satul Ștergres (azi Miusînsk). A doua zi ea a participat, împreună cu ceilalți bărbați din unitatea ei, la o luptă de cinci ore în care a fost împiedicată înaintarea trupelor inamice, timp în care a reușit să pătrundă în spatele liniei germane și să deschidă focul asupra trupelor inamice, provocând panică. În acest timp trupele sovietice au organizat un contraatac suficient de puternic pentru a forța inamicul să se retragă. În cursul acelei bătălii, Gnilițkaia a omorât personal 10 militari germani și a transportat de pe câmpul de luptă patru soldați răniți ai Armatei Roșii.
Într-o altă misiune din luna noiembrie, grupul de cercetași a intrat noaptea pe teritoriul controlat de germani, sub acoperirea întunericului. După ce au aruncat două grenade asupra unei case și a ucis 12 militari inamici, cercetașii au reușit să pună mâna pe documente militare valoroase și să facă un prizonier, potrivit ordinului comandantului militar. Pentru activitatea ei de cercetare, ea a fost propusă pentru decorarea cu Ordinul Steaua Roșie de către comandantul Diviziei 383 infanterie, colonelul Konstantin Provalov, dar comandantul Armatei a 18-a, generalul-maior Feodor Kamkov, a acceptat să-i acorde doar Medalia pentru Curaj.

## Ultima misiune și moartea
În cadrul unei operațiuni mai ample a Armatei a 18-a pentru preluarea controlul asupra Kniaghinevkăi și a satelor învecinate, Compania de infanterie motorizată de recunoaștere nr. 465 a fost dislocată în noaptea de 9 decembrie pentru a identifica punctele de tragere și pentru a estima mai bine pozițiile trupelor germane, urmând a fi acoperită de un batalion de infanterie. Sub comanda comisarului politic al companiei de recunoaștere Spartak Jeleznîi, unitatea a fost instruită să efectueze o acțiune de recunoaștere prin foc, ca parte a unui efort mai mare al Diviziei 383 Infanterie și a unei părți a Armatei a 18-a de alungare a forțelor militare germane din regiune. După ce unitatea de infanterie care însoțea compania de recunoaștere nu a reușit să ofere o acoperire adecvată cercetașilor atunci când aceștia au pătruns în zona de nord a satului, cei 16 cercetași s-au găsit înconjurați de trupe germane și s-au adăpostit într-o casă din apropiere. Câinii germanilor le-au descoperit ascunzătoarea în jurul orei 01:40 și a izbucnit un schimb de focuri. Nina Gnilițkaia a luptat până când a rămas fără muniție, dar a refuzat să se predea, chiar dacă era rănită mortal. A încercat să se sinucidă pentru a nu fi capturată și torturată, dar nu a reușit, iar soldații germani au împuns cu baionetele corpul aproape lipsit de viață înainte de a-l arunca în foc. Dintre cei 16 cercetași trimiși în misiune, doar unul a reușit să scape din casă și să raporteze ce s-a întâmplat acolo, potrivit ordinului comisarului politic al unității. Resturile mutilate ale celor cincisprezece cercetași uciși în misiune au fost descoperite la 4 martie 1942 de trupele sovietice. Atât Nina Gnilițkaia, cât și comisarul politic al companiei de recunoaștere au primit, postum, titlul de Erou al Uniunii Sovietice la 31 martie 1943.

## Cinstirea memoriei ei
O statuie a Ninei Gnilițkaia a fost amplasată pe aleea eroilor din orașul Krasnîi Luci pentru a comemora acțiunile ei din timpul războiului. Străzi din Donețk și Krasnîi Luci au primit numele ei. O placă memorială a fost amplasată pe casa în care cei cincisprezece cercetași au luptat până la moarte.

## Vezi și
- Listă de femei Eroi ai Uniunii Sovietice